# Bidborough
Bidborough is een civil parish in het bestuurlijke gebied Tunbridge Wells, in het Engelse graafschap Kent met 1163 inwoners.